# 해커 뉴스
해커 뉴스(Hacker News, HN)는 컴퓨터 과학과 기업가 정신에 초점을 맞춘 소셜 뉴스 웹사이트이다. 투자 펀드이자 스타트업 인큐베이터인 와이 콤비네이터가 운영한다. 일반적으로 제출할 수 있는 내용은 "지적 호기심을 만족시키는 모든 것"으로 정의된다.
"해커 뉴스"의 해커라는 단어는 원래 의미로 사용되며 기술을 가지고 노는 것을 즐기는 사람들로 구성된 해커 문화를 가리킨다.

## 역사
폴 그레이엄이 2007년 2월에 만들었다. 처음에는 스타트업 뉴스 또는 News.YC.라고 불렸으며, 2007년 8월 14일에 현재 이름으로 알려지게 되었다. 그레이엄이 공동 개발한 Arc 프로그래밍 언어의 실제 응용 프로그램 역할을 하면서 그레이엄의 회사인 와이 콤비네이터의 프로젝트로 발전했다.
2014년 3월 말, 그레이엄은 와이 콤비네이터의 리더 역할에서 물러나 해커 뉴스 관리를 다른 직원들에게 맡겼다. 이 사이트는 현재 dang이라는 닉네임을 쓰는 다니엘 개클이 관리하고 있다.
개클은 2019년까지 스콧 벨(사용자 이름 sctb)과 함께 해커 뉴스를 공동 관리했다.

## 비전과 관행
목표는 레딧 초창기와 유사한 커뮤니티를 재현하는 것이었다. 그러나 새로운 사용자가 즉시 콘텐츠를 찬성 및 반대 투표할 수 있는 레딧과 달리, 해커 뉴스는 501점의 "카르마" 포인트를 얻기 전까지는 콘텐츠에 반대 투표하는 것을 허용하지 않는다. 카르마 포인트는 특정 사용자의 콘텐츠가 받은 찬성 투표 수에서 반대 투표 수를 뺀 값으로 계산된다. 마찬가지로, 사용자가 30 카르마 포인트를 얻기 전까지는 댓글에 "플래그"를 지정할 수 없다.
그레이엄은 커뮤니티 내 지적 담론의 일반적인 쇠퇴로 이어지는 영원한 9월을 피하기를 바란다고 밝혔다. 이 사이트는 자동화된 악성 댓글 및 스팸 광고 감지기와 활발한 인간 관리 등 콘텐츠 관리에 적극적인 태도를 취한다. 또한 사용자에게 알려지지 않은 채 사용자 게시물이 다른 사람들에게 보이지 않게 되는 스텔스 밴도 시행한다. "이야기를 의도적으로 찬성 투표하기 위한 투표 조직"을 감지하는 추가 소프트웨어도 사용된다.
2013년 테크크런치 기사에 따르면: "그레이엄은 해커 뉴스가 와이 콤비네이터 스타트업에 대한 이야기를 다루는 편향이 있다는 많은 불만을 받지만, 그러한 편향은 없다고 말한다. [...] 그레이엄은 또한 편향이나 검열에 대한 비난과 함께 사용자들로부터 개인적으로 많은 독설을 받는다."

## 같이 보기
- 슬래시닷
- 레딧